# 橋接器

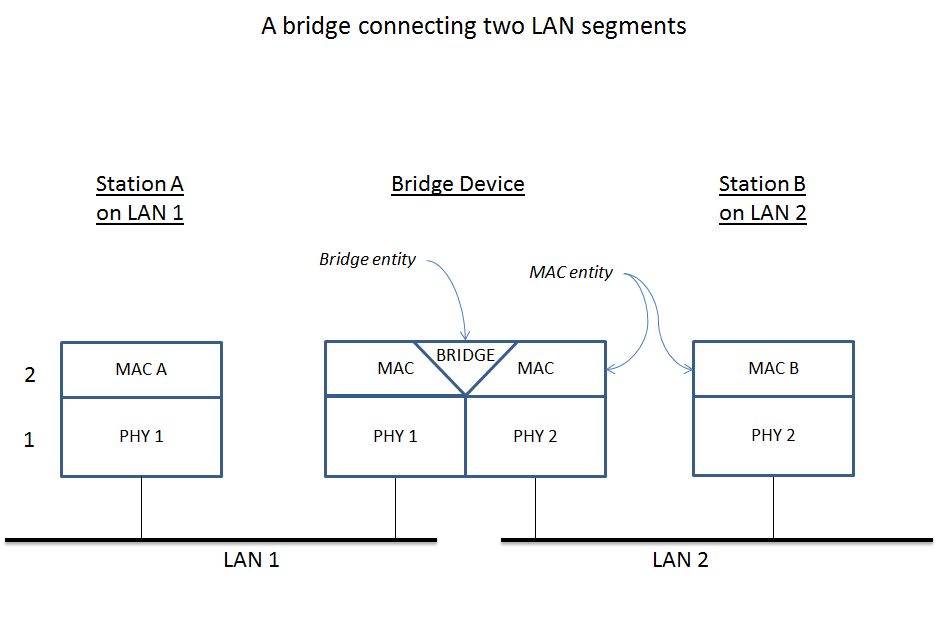
概要图

橋接器（英語：network bridge），又称网桥，一種網路裝置，負責網路橋接（network bridging）。橋接器将网络的多个网段在数据链路层（OSI模型第2层）连接起来（即桥接）。
橋接器有別於路由器。路由器允許多網路之間的獨立通信，但又保持區隔，而橋接器則是將兩個獨立的網絡連接起來，就如同單一網絡。如果所橋接的網路有一個以上的區段是無線網路，則該設備稱為無線橋接器。
網絡橋接技術主要分為以下類型：用於以太網的「透明橋接」（或稱學習型橋接、通透式橋接）；用於FDDI和令牌環的「源路由橋接」（SRB）；用於橋接不同媒介類型之間數據的「轉換橋接」（或稱平移橋接，英語：Translational bridging）；以及源路由橋接和透明橋接之組合，允許在乙太網和令牌環（英語：Token-Ring）的混合環境中進行通信的「源路由轉換橋接」（SR / TLB）。

## 特点
桥接器在功能上与集线器等其他用于连接网段的设备类似，不过后者工作在物理层（OSI模型第1层）。
- 网桥能够识别数据链路层中的数据帧，并将这些数据帧临时存储于内存，再重新生成信号作为一个全新的数据帧转发给相连的另一个网段（network segment）。由于能够对数据帧拆包、暂存、重新打包（称为存储转发机制 store-and-forward），网桥能够连接不同技术参数传输速率的数据链路，如连接10BASE-T与100BASE-TX。
- 数据帧中有一个位叫做FCS，用来通过CRC方式校验数据帧中的位。网桥可以检查FCS，将那些损坏的数据帧丢弃。
- 网桥在向其他网段转发数据帧时会做冲突检测控制。
- 网桥还能通过地址自学机制和过滤功能控制网络的流量，具有OSI第2层网络交换机功能。这称为transparent bridge，由DEC在1980年代发明[4]。其机制是网桥内部有一个数据库，最初没有数据。当网桥从一个网段收到一个数据帧，就会在数据库中登记（或者更新）数据帧的源地址属于这个网段，并检查数据包的目的地址。如果目的地址在数据库中属于另外一个网段，则网桥向该网段转发该数据帧；如果目的地址在数据库中没有记录，则网桥向除了源地址所在之外的其他所有网段转发（flood）该数据帧。
- 桥接器仅仅在不同网络之间有数据传输的时候才将数据转发到其他网络，不是像集线器那样对所有数据都进行广播。对于以太网，“桥接”这一术语正式的含义是指符合IEEE 802.1D标准的设备，即“网络切换”。橋接器可以分割網段，不似集線器仍是在為同一碰撞域，所以對頻寬耗損較小。因橋接器透過其內之MAC表格，讓傳送帧不會通過，所以其稱之為資料鏈結層操作之網路元件，可隔離碰撞。

若有通訊頻繁的機器，則應置於同區之內，否則效能將降低。

## 無線橋接
無線橋接（Wireless bridge）指的是用來連接兩個或多個物理上或邏輯上（不同網路傳輸協議）分開的網路區段（例如不同區域網路或是同一個區域網路下的不同部分）的硬體組件。「橋」並不一定要是一個硬體設備，像一些作業系統如Windows、GNU/Linux、Mac OS X及FreeBSD等都提供了用來橋接不同資料鏈結層協定的軟體，這在無線到有線的網路下很常見。在某種意義上，電腦使用作業系統橋接軟體的作用就如同橋接器。
很多無線路由器及無線存取點提供了「橋接」及「中繼」兩種模式，兩種模式產生的作用類似，不同點在於橋接模式連接兩種不同網路傳輸協議，而中繼模式則轉送相同網路傳輸協議。
遵從IEEE 802.11標準的無線路由器、無線存取點及橋接器等都可作為無線橋接器。這些無線標準在多數國家都能使用免執照的無線頻帶。
無線橋接設備需成對作用（點對點），兩者分別在「橋」的兩邊。然而，一個中央設備可以同時有多個「橋」（點對多點）。
橋接可以經由無線分散系統來達成，該系統會在兩點或多點之間建立一個第二層無線橋接器。橋接的無線設備需要設定相同的服務設定識別碼（SSID）以及相同的無線通道，而這些設備可以輪流形成「存取點-客戶端」的關係來完成橋接。
在國際標準化組織的OSI模型中，封包穿越網路層的設備稱為路由器，而封包穿越資料鏈結層的僅被認為是橋接器。
橋接一直以來是指資料不穿越網路堆疊（如TCP/IP）的傳播。「無線橋接器」是一個口語化的名詞。對於連接兩個區域網路，比較精確的敘述應該是：「(無線的)區域網路到區域網路的橋接」。這樣的區別很重要，因為設備可能無法支援經由一個遠端無線網路存取點來橋接兩個區域網路，一個能支援真正橋接的無線存取點可能蛮值得嚮往的：封包不需經由網路傳輸協議堆疊、防火牆或其他網路抽象而穿越無線介質到有線網路。兩個被橋接的網路可以視為同一個IP子網路。

## 透明橋接
透明橋接使用一個稱為轉發信息庫的表來控制網段之間的幀轉發。該表開始時是空的，當橋接器接收到幀時，就會增加紀錄。如果在表中沒有找到目標地址紀錄，那麼幀將被泛洪(flood)到橋接器除接收端口以外的網段。
- 簡單橋接

簡單網橋會通過透明橋接的操作方式，將兩個網段連接起來，通常是逐幀決定是否從一個網絡轉發到另一個網絡。存儲和轉發技術通常用於轉發，在轉發過程中，幀完整性會在源網絡上得到驗證，CSMA / CD延遲也在目標網絡上被容納。 與僅擴展網段最大跨度的中繼器不同，網橋只轉發需要跨越網橋的幀。此外，網橋會通過在網橋的兩端建立獨立碰撞域來減少碰撞。
- 多端口橋接

多端口網橋會連接多個網絡，並以透明橋接的方式運行，在逐幀的基礎上決定是否轉發流量。此外，多端口網橋必須決定將流量轉發到哪裡。與簡單網橋一樣，多端口網橋通常採用存儲和轉發操作。多端口網橋也是網絡交換機的基礎。